# 12277 Tajimasatonokai
12277 Tajimasatonokai eller 1990 WN2 är en asteroid i huvudbältet som upptäcktes den 17 november 1990 av den japanska astronomen Tsutomu Seki vid Geisei-observatoriet. Den är uppkallad efter den astronomiska föreningen Tajimasatonokai.
Asteroiden har en diameter på ungefär 6 kilometer och den tillhör asteroidgruppen Eunomia.